# Space Center Houston
Le Space Center Houston (SCH), ouvert en 1992, est la partie ouverte aux visiteurs du Lyndon B. Johnson Space Center (JSC) de la National Aeronautics and Space Administration (NASA) qui est le centre affecté aux vols spatiaux habités, situé à Houston au  Texas. Il fut créé grâce à Hal Stall, directeur des relations publiques (director of Public Affairs) du JSC. Stall lança la Manned Space Flight Education Foundation, Inc., une association à buts non lucratifs dont le rôle était de développer un lieu réservé aux visiteurs, leur permettant de voir et de toucher les réalisations de la NASA. La fondation reçut de la part d'entreprises et de mécènes la somme de 68,4 millions de dollars afin de mener à bien son projet.
Le SCH est ouvert tous les jours de l'année, à l'exception du 25 décembre, son adresse est 1601 NASA Parkway, Houston Texas 77058. 

## Exposition
Les visiteurs peuvent y découvrir entre autres les capsules de Mercury 9, Gemini 5 et Apollo 17, ainsi que le véhicule d'entraînement Lunar Rover et le simulateur du Skylab.